# Virpi Kuitunen
Virpi Katriina Kuitunen (Kangasniemi, 20 mei 1976) is een Finse langlaufster. Kuitunen vertegenwoordigde haar vaderland op de Olympische Winterspelen 2006 in Turijn, Italië.

## Biografie

### Internationale doorbrak
Kuitunen maakte haar wereldbekerdebuut op 18 januari 1997 in Lahti, haar eerste wereldbekerpunt pakte de Finse twee jaar later in het Oostenrijkse Seefeld. Op de wereldkampioenschappen langlaufen 1999 in Ramsau, Oostenrijk eindigde Kuitunen als vijfendertigste op de 5 kilometer klassiek. In november 2000 eindigde Kuitunen in Beitostølen, Noorwegen voor de eerste maal in de toptien, amper een maand later behaalde ze in het Italiaanse Brusson haar eerste podiumplaats. 

### Doping
Op de wereldkampioenschappen langlaufen 2001 in Lahti veroverde de Finse de wereldtitel op de 10 kilometer achtervolging, op zowel de 10 als de 15 kilometer klassiek eindigde ze als vijfde. Kort na het WK werd Kuitunen betrapt op het gebruik van doping. Bij haar werd het verboden middel hydroxyethyl starch, een middel wat het bloedplasma vergroot, aangetroffen. Hierdoor moest ze haar zilveren medaille op de 4 x 5 km teruggeven en werd ze voor twee jaar geschorst. Haar wereldtitel op de 5 km en de 5 km gecombineerde achtervolging mocht ze houden omdat bij de dopingcontrole na afloop hiervan negatief was. 

### Na haar schorsing
De Finse maakte haar rentree tijdens de wereldkampioenschappen langlaufen 2003 in Val di Fiemme, Italië met een zestiende plaats op de 10 kilometer achtervolging. In maart 2004 boekte Kuitunen in Lahti haar eerste wereldbekerzege, aan het eind van het seizoen 2003/2004 stond ze voor de eerste maal in de top tien van het wereldbekerklassement. In het daaropvolgende seizoen 2004/2005 boekte de Finse twee wereldbekerzeges en eindigde ze op de derde plaats in het wereldbekerklassement. Op de wereldkampioenschappen langlaufen 2005 in Oberstdorf, Duitsland sleepte Kuitunen de zilveren medaille in de wacht op de 30 kilometer klassiek en eindigde ze als vijfde op de sprint. Samen met Kirsi Välimaa, Aino-Kaisa Saarinen en Riitta-Liisa Lassila eindigde ze als vijfde op de estafette. In het seizoen 2005/2006 boekte de Finse één wereldbekerzege en eindigde ze op de zesde plaats in de eindstand van de wereldbeker. Tijdens de Olympische Winterspelen van 2006 in Turijn, Italië eindigde Kuitunen als vijfde op de sprint en als negende op de 10 kilometer klassieke stijl. Samen met Aino-Kaisa Saarinen veroverde ze de bronzen medaille op het onderdeel teamsprint, op de estafette eindigde ze samen met Saarinen, Riita-Liisa Lassila en Kati Venalainen op de zevende plaats.

### 2006-heden

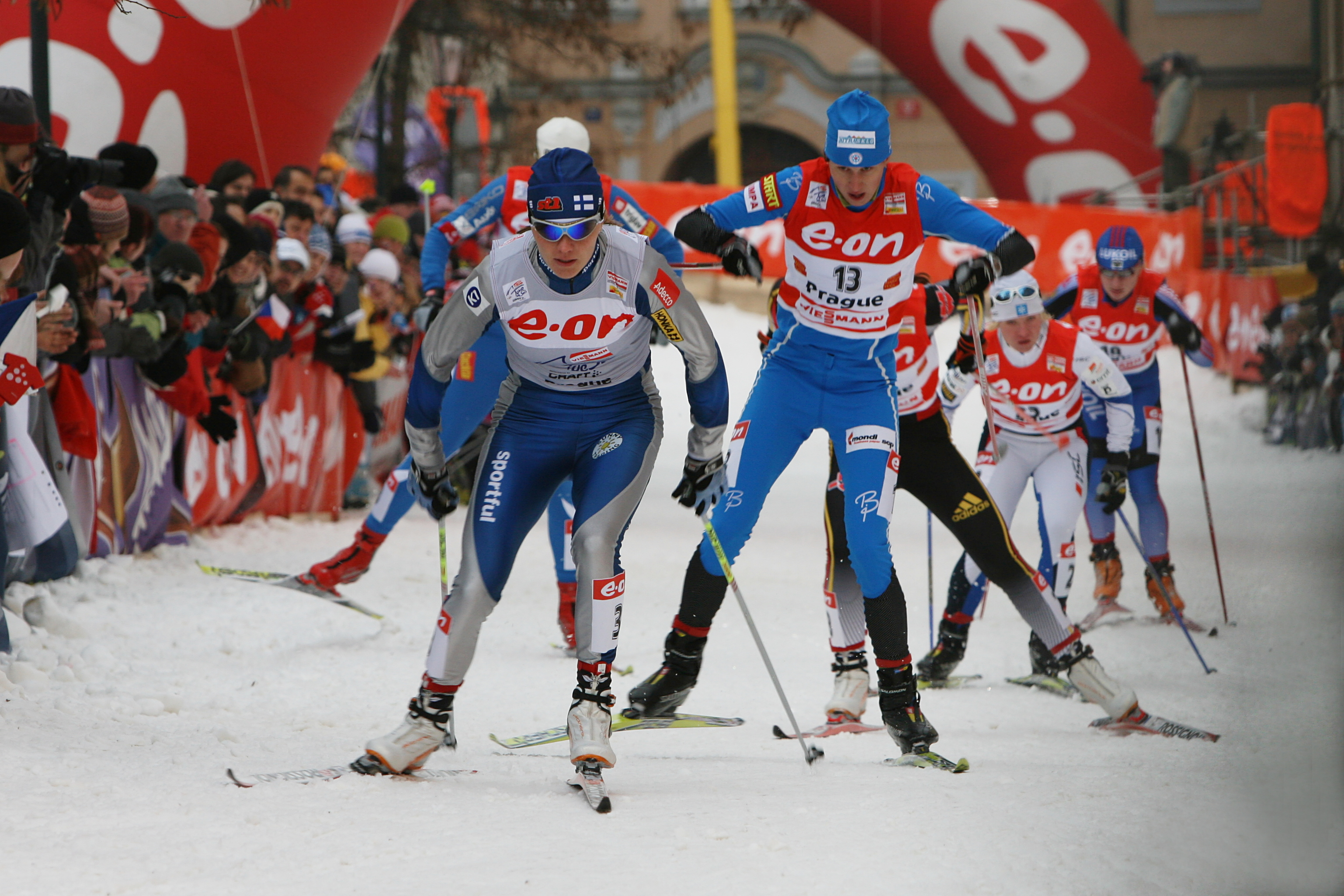
Virpi Kuitunen (Praag 2007)

In het seizoen 2006/2007 boekte Kuitunen zeven wereldbekerzeges, behaalde ze twee etappezeges en de eindzege in de Tour de Ski en veroverde ze de algemene wereldbeker. Op de wereldkampioenschappen langlaufen 2007 in Sapporo, Japan legde de Finse beslag op de gouden medaille op de 30 kilometer klassiek en de bronzen medaille op de sprint. Samen met Aino-Kaisa Saarinen, Riitta-Liisa Roponen en Pirjo Manninen sleepte ze de wereldtitel in de wacht op de 4x5 kilometer estafette, met Manninen pakte ze de wereldtitel op het onderdeel teamsprint. Gedurende het seizoen 2007/2008 wist Kuitunen zes wereldbekerwedstrijden en twee etappes in de Tour de Ski op haar naam te schrijven, in het eindklassement van de Tour de Ski eindigde ze als tweede achter de Zweedse Charlotte Kalla. Aan het eind van het seizoen prolongeerde ze de eindzege in het wereldbekerklassement. Het seizoen 2008/2009 leverde Kuitunen één wereldbekerzege, drie etappezeges en de eindzege in de Tour de Ski op. In het eindklassement van de wereldbeker eindigde ze op de vijfde plaats. Op de wereldkampioenschappen langlaufen 2009 in Liberec, Tsjechië eindigde de Finse als vierde op de 10 kilometer klassieke stijl en als dertiende op de 15 kilometer achtervolging. Samen met Aino-Kaisa Saarinen sleepte ze de wereldtitel op de teamsprint in de wacht, op de 4x5 kilometer estafette legde ze samen met Pirjo Muranen, Aino-Kaisa Saarinen en Riitta-Liisa Roponen beslag op de wereldtitel.
Op 16 juli 2010 trouwde ze met Jari Sarasvuo.

## Resultaten

### Olympische Spelen
| Jaar | Plaats | Resultaten |
| ---- | ------ | --- |
| 2006 | Turijn | 5e Sprint (vrije stijl) · 9e 10 km (klassieke stijl) · DNF 30 km (vrije stijl) · Teamsprint (klassieke stijl) · 7e 4x5 km estafette |

### Wereldkampioenschappen
| Jaar | Plaats        | Resultaten |
| ---- | ------------- | --- |
| 1999 | Ramsau        | 35e 5 km (klassieke stijl) |
| 2001 | Lahti         | 10 km achtervolging · 5e 10 km (klassieke stijl) · 5e 15 km (klassieke stijl)                                                     |
| 2003 | Val di Fiemme | 16e 10 km achtervolging |
| 2005 | Oberstdorf    | 30 km (klassieke stijl) · 5e Sprint (klassieke stijl) · 5e 4x5 km estafette                                                       |
| 2007 | Sapporo       | 30 km (klassieke stijl) · Sprint (klassieke stijl) · DNF 15 km achtervolging · 4x5 km estafette · Team sprint (vrije stijl)       |
| 2009 | Liberec       | 4e 10 km (klassieke stijl) · 13e 15 km achtervolging · DNF 30 km (vrije stijl) · 4x5 km estafette · Team sprint (klassieke stijl) |

### Wereldbeker

#### Eindklasseringen
| Seizoen   | Plaats | Punten |
| --------- | ------ | ------ |
| 1998/1999 | 81e    | 1      |
| 1999/2000 | 34e    | 89     |
| 2000/2001 | 18e    | 227    |
| 2002/2003 | 23e    | 188    |
| 2003/2004 | 6e     | 848    |
| 2004/2005 | Brons  | 726    |
| 2005/2006 | 6e     | 636    |
| 2006/2007 | Goud   | 1510   |
| 2007/2008 | Goud   | 1552   |
| 2008/2009 | 5e     | 1124   |

#### Wereldbekerzeges
| Nr. | Datum            | Plaats                | Onderdeel                |
| --- | ---------------- | --------------------- | ------------------------ |
| 1.  | 7 maart 2004     | Lahti                 | 10 km (klassieke stijl)  |
| 2.  | 13 februari 2004 | Reit im Winkl         | Sprint (klassieke stijl) |
| 3.  | 9 maart 2004     | Drammen               | Sprint (klassieke stijl) |
| 4.  | 5 februari 2004  | Davos                 | 10 km (klassieke stijl)  |
| 5.  | 26 november 2004 | Kuusamo               | 10 km (klassieke stijl)  |
| 6.  | 13 december 2004 | Cogne                 | 10 km (klassieke stijl)  |
| 7.  | 16 december 2004 | La Clusaz             | 15 km (vrije stijl)      |
| 8.  | 7 januari 2004   | Tour de Ski 2006/2007 | Tour de Ski 2006/2007    |
| 9.  | 28 januari 2004  | Otepää                | Sprint (klassieke stijl) |
| 10. | 3 februari 2004  | Davos                 | 10 km (klassieke stijl)  |
| 11. | 10 maart 2004    | Lahti                 | Sprint (vrije stijl)     |
| 12. | 14 maart 2004    | Drammen               | Sprint (klassieke stijl) |
| 13. | 8 december 2004  | Davos                 | 10 km (klassieke stijl)  |
| 14. | 9 februari 2004  | Otepää                | 10 km (klassieke stijl)  |
| 15. | 27 februari 2004 | Stockholm             | Sprint (klassieke stijl) |
| 16. | 2 maart 2004     | Lahti                 | 10 km (klassieke stijl)  |
| 17. | 5 maart 2004     | Drammen               | Sprint (klassieke stijl) |
| 18. | 16 maart 2004    | Bormio                | 10 km (vrije stijl)      |
| 19. | 13 december 2004 | Davos                 | 10 km (klassieke stijl)  |
| 20. | 4 januari 2004   | Tour de Ski 2008/2009 | Tour de Ski 2008/2009    |